# Ionische vloeistof
Ionische vloeistoffen (Engels: Ionic liquids of IL) zijn gesmolten zouten, die vloeibaar zijn bij omgevingstemperatuur of licht verhoogde temperatuur. Men spreekt van een "ionische vloeistof" als het smeltpunt lager is dan 100 °C. Ionische vloeistoffen bestaan dus volledig uit elektrisch geladen anionen en kationen.

## Geschiedenis
Ionische vloeistoffen zijn bekend sedert het begin van de 20e eeuw; een van de eerste was ethylammoniumnitraat, dat in 1914 beschreven werd door de Letse chemicus Paul Walden; dit heeft een smeltpunt van ca. 12 °C. Praktische toepassingen bleven uit tot de tweede helft van de 20e eeuw, toen de bruikbaarheid bleek van ionische vloeistoffen als elektrolyt in toepassingen zoals accu's en elektrodepositie. Het betrof hier 1,3-dialkylimidazolium- of N-alkylpyridiniumzouten met aluminiumtrichloride (AlCl3), onder meer 1-ethyl-3-methylimidazoliumchloride. AlCl3 is evenwel een stof die hevig reageert als ze in contact komt met water of vocht.
Rond 1990 werden nieuwe ionische vloeistoffen ontdekt die beter tegen lucht en water bestand waren en die geschikt bleken als oplosmiddel. Sindsdien is het onderzoek op dit gebied explosief toegenomen; er was een meer dan exponentiële groei in het aantal publicaties gewijd aan ionische vloeistoffen tussen 1990 en 2007. Naast de functie als oplosmiddel zijn er een heleboel toepassingen voor ionische vloeistoffen onderzocht, onder meer als smeermiddel, brandstof of farmaceutisch actieve stoffen. Er zijn ook honderden octrooien in verband met ionische vloeistoffen aangevraagd.

## Soorten ionische vloeistoffen
Het aantal mogelijke ionische vloeistoffen is door de ruime keuze aan kationen en anionen, bijna onbeperkt.
In de praktijk zijn er ongeveer 300 ionische vloeistoffen commercieel beschikbaar. De meest gebruikte kationen zijn heterocyclisch: imidazolium, pyridinium, pyrrolidinium, ..., maar ook ammonium-, fosfonium- of sulfoniumverbindingen zijn ook mogelijk. Deze kunnen met velerlei functionele groepen (R-groepen) gesubstitueerd zijn.

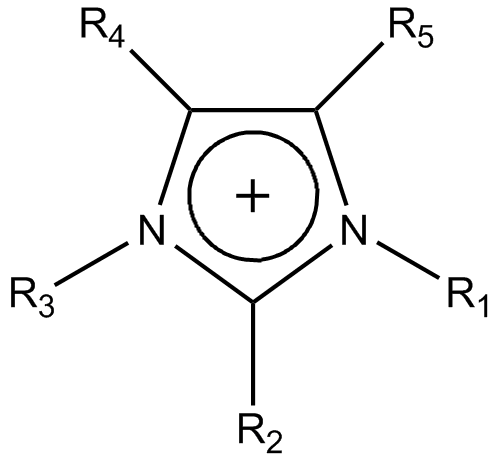
imidazolium
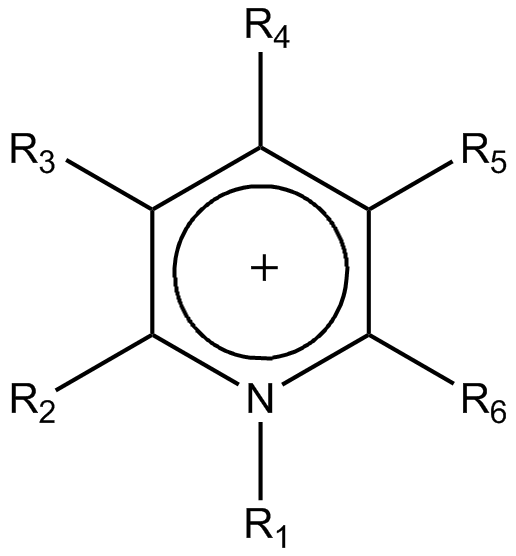
pyridinium
ammonium
fosfonium

1-butyl-3-methylimidazolium-hexafluorfosfaat

Het anion kan zowel organisch als anorganisch zijn. Typische organische anionen zijn alkylsulfaat, tosylaat of sulfonaat; anorganische zijn halogeniden (chloride, bromide, ...), tetrafluorboraat, hexafluorfosfaat, nitraat, thiocyanaat, ...
De meest gebruikte en best onderzochte ionische vloeistoffen zijn die met 1,3-dialkylimidazoliumkationen, zoals het rechts afgebeelde voorbeeld. Deze zijn vooral interessant als groen alternatief voor organische oplosmiddelen.

## Eigenschappen van ionische vloeistoffen
In het algemeen vertonen ionische vloeistoffen een aantal interessante eigenschappen, in het bijzonder als vervanger van vluchtige organische oplosmiddelen:
- ze zijn niet vluchtig, dat wil zeggen hun dampspanning is zeer laag (praktisch niet meetbaar), vanwege de wederzijdse aantrekking van de positieve en negatieve ionen
- ze zijn vloeibaar over een groot temperatuurbereik en hebben vaak een lagere viscositeit en hogere dichtheid dan traditionele organische solventen
- ze hebben meestal ook een hogere thermische, chemische of elektrochemische stabiliteit
- ze kunnen een breed gamma verbindingen oplossen, zowel organische als anorganische verbindingen en polymeren, zowel polaire als apolaire verbindingen
- ze kunnen gemakkelijk geproduceerd worden; bijvoorbeeld met het CBILS-procedé (Carbonate Based Ionic Liquid Synthesis) van het Oostenrijkse bedrijf Proionic[5]
- ze hebben een grote warmtecapaciteit
- ze zijn niet ontvlambaar
- ionische vloeistoffen zijn in het algemeen hygroscopisch.

Door een gepaste keuze van kation en anion kan men de eigenschappen (smeltpunt, ontbindingstemperatuur, oplosbaarheid, hydrofiel/hydrofoob karakter...) van de ionische vloeistof beïnvloeden en "tunen" voor een bepaalde toepassing.

## Toepassingen
- De eerste praktische toepassing was als elektrolyt o.a. in zonnecellen, brandstofcellen, accu's met hoge energiedichtheid, en in de elektrochemie[6].
- oplosmiddel in vloeistof-vloeistofextractie[7]. Om het extract uit de ionische vloeistof af te scheiden kan superkritisch CO2 gebruikt worden. Superkritisch CO2 kan het extract oplossen, en door nadien de druk te verlagen kan men het gas van het extract scheiden. Het alternatief zou zijn om een ander organisch oplosmiddel te gebruiken dat het extract oplost; destillatie van het extract uit de ionische vloeistof is niet mogelijk vanwege het niet-vluchtige karakter van de ionische vloeistof (hoewel er ionische vloeistoffen bestaan die, bij verminderde druk, kunnen gedestilleerd worden[8]). Ionische oplosmiddelen worden dikwijls als "groene" oplosmiddelen aangeduid, omdat ze minder milieu-impact hebben in vergelijking met traditionele organische oplosmiddelen, onder meer doordat ze niet vervluchtigen.
- De eerste commerciële toepassing van ionische vloeistoffen in chemische reacties zou het BASIL-proces van BASF zijn. Dit gebruikt een ionische vloeistof als "zuurvanger" om zuur (met name de chloride-ionen van waterstofchloride) uit reactiemengsels te verwijderen. BASIL is de afkorting van Biphasic Acid Scavenging utilizing Ionic Liquids. Men gebruikt een base (1-methylimidazool) die met het zuur een ionische vloeistof vormt (1-methylimidazoliumchloride, smeltpunt 75 °C), in plaats van een vast zout dat in suspensie blijft en dat moet afgefilterd worden. De ionische vloeistof vormt een aparte vloeibare fase, die eenvoudig kan afgescheiden worden.[9].
- Oplosmiddel/reactiemidden voor gekatalyseerde chemische reacties. In de ionische vloeistof kan ook een vaste, metallische katalysator oplossen[10]. DuPont stelt voor om de polymerisatiereactie van tetrahydrofuraan te laten uitvoeren in een ionische vloeistof; het reactieproduct (poly(tetramethyleenether)glycol) vormt dan een aparte fase, die gemakkelijk van de ionischevloeistoffase kan gescheiden worden. De katalysator blijft in de ionische vloeistof[11].
- ionische vloeistoffen kunnen zelf de katalysator zijn van chemische reacties[12].
- oplosmiddel voor polymeren en metalen. In het bijzonder kunnen ze cellulose oplossen[13]. Cellulose wordt uit de oplossing geregeneerd door er bv. water aan toe te voegen. Op die manier kan men cellulose verwerken tot hoogwaardige materialen. Bovendien kunnen chemische reacties met cellulose in situ plaatsvinden in de oplossing.[14]
- Andere gebieden waarin ionische vloeistoffen als oplosmiddelen kunnen gebruikt worden zijn onder meer poetsmiddelen[15] en inkt[16].
- als functioneel materiaal voor specifieke toepassingen, bijvoorbeeld:
  - smeerstof[17]
  - optische (fluorescerende) materialen[18]
  - brandstof[19]
  - hydrofobische coatings[20].
- als farmaceutisch actieve stoffen[4]. Zowel het anion als het kation kan biologisch actief zijn. Voorbeeld: de combinatie van benzalkoniumchloride (antibacterieel) en natriumibuprofenaat (ontstekingsremmend) levert de ionische vloeistof [benzalkonium][ibuprofenaat] als een gele gel met een smeltpunt van −41 °C.
- als "ionische vloeistof-zuiger compressor" voor het samendrukken van gassen, in het bijzonder waterstof voor gebruik in voertuigen. De onsamendrukbare ionische vloeistof, waarin het gas niet oplosbaar is, vervangt de metalen zuiger; dit vereenvoudigt de constructie van de compressor (geen afdichtingen of lagers meer nodig)[21].
- als antibacterieel middel: 1-alkyl-3-methylimidazoliumchloriden blijken geschikt tegen bacteriële biofilms, onder meer van de ziekenhuisbacterie MRSA, die meer resistent zijn tegen conventionele antibiotica[22]. De anti-biofilmactiviteit verhoogt met de lengte van de alkylgroep.